# لولینج
لولینج یک منطقه مسکونی در افغانستان است که مرکز ولسوالی سرخ پارسا در ولایت پروان می‌باشد.